# Бухарник
Буха́рник (лат. Hólcus) — род травянистых растений семейства Злаки (Poaceae).

## Ботаническое описание

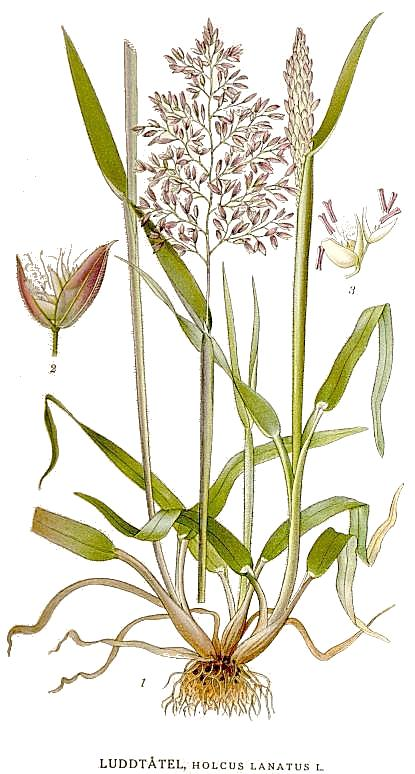
Бухарник шерстистый — типовой вид рода.

Однолетние и многолетние, более или менее опушённые травянистые растения.
Листья плоские и тонкие.
Соцветия — более или менее густые колосья. Нижние цветки двуполые, в то время как верхние по большей части мужские. Колосковые чешуи неравные и тонкие, как бумага. Они окружают нижние цветковые чешуи. Отдельные колоски, из которых состоит сложный колос, похожи на махровые. Нижние цветковые чешуи округлые, с жилками. Жёсткие ости выступают только из мужских колосков. Язычки (лигулы) по структуре плёнчатые, бахромчатые.

## Ареал
Ареал рода простирается от Европы до Северной Африки и юго-запада Азии.

## Таксономия
Род Бухарник включает 11 видов:
- Holcus annuus Salzm. ex C.A.Mey. — Бухарник однолетний
- Holcus azoricus M.Seq. & Castrov.
- Holcus gayanus Boiss.
- Holcus grandiflorus Boiss. & Reut.
- Holcus grumosus (Sennen & Mauricio) Sennen
- Holcus ×hybridus Wein
- Holcus lanatus L. — Бухарник шерстистыйtypus[1]
- Holcus mollis L. — Бухарник мягкий
- Holcus notarisii Nyman
- Holcus rigidus Hochst. ex Seub.
- Holcus setiger Nees